# Toni Zarpellon

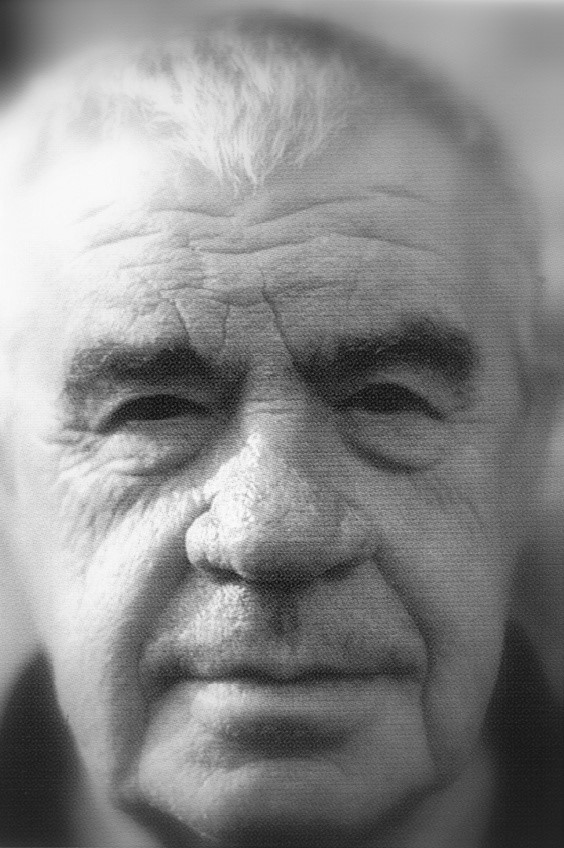
Maestro Toni Zarpellon

Toni Zarpellon (Bassano del Grappa, 1942) è un pittore e scultore italiano discendente da famiglia di ceramisti di Nove.

## Biografia
Toni Zarpellon nasce a Bassano del Grappa il 5 luglio 1942.
Frequenta la Scuola d'Arte di Nove (VI) e il Corso di Pittura all'Accademia di Belle Arti di Venezia. Insegna dal 1964 al 1987 all'Istituto d'Arte di Nove e all'Istituto d'Arte dei Carmini di Venezia.
Dal 1965 espone le sue opere in numerose mostre personali e collettive in Italia e all'estero presso strutture private ed enti pubblici.
Dalla seconda metà degli anni sessanta ai primi anni ottanta compie vari viaggi nelle più importanti città europee frequentando gli ambienti e le gallerie dell'arte d'Avanguardia e le più importanti raccolte d'arte antica e contemporanea.
All'intensa attività pittorica ha sempre accompagnato l'esecuzione di oggetti plastici con vari materiali, nonché sculture e pitture rupestri.
L'asprezza del suo “segno” nasce da uno stato di tensione permanente con funzione di scavo, per aprire nuove brecce nell'oscurità della mente.
Il suo lavoro è documentato presso svariati enti privati e pubblici, e fondazioni varie come ad esempio: l'Archivio Storico A.S.A.C. della Biennale di Venezia; la Fondazione Ragghianti di Lucca; la Fondazione Corrente di Milano e altre Istituzioni Culturali in Italia e all'estero.
L'opera di Toni Zarpellon è stata presa in considerazione in modo approfondito da Giorgio Di Genova nella stesura della sezione "Generazione Anni Quaranta" in Storia dell’Arte Italiana del ‘900.
Nel Maggio 1993 l'artista si trova a riflettere sulla condizione umana delle persone anziane eseguendo 50 disegni di volti umani. Questa importante esperienza di ricerca interiore è fatta all'interno dell'Istituto Trento di Vicenza, e nel luglio 2004 viene allestita una mostra nel chiostro di S. Pietro dello stesso Istituto.  Nel novembre 2004 questi disegni vengono donati all'Amministrazione Comunale di Vicenza affinché possano essere testimonianza di quel percorso di ricerca, a disposizione dei cittadini.
Nel 2006 per l'edizione Mondadori Electa esce “La pittura nel Veneto - il Novecento” dove Stefania Portinari, incaricata di prendere in esame quanto è avvenuto nell'area vicentina, ha messo in luce il lavoro di Toni Zarpellon. Lo stesso ha fatto Pierpaolo Luderin nel capitolo “ritratti e autoritratti” pubblicato nel secondo tomo “La pittura nel Veneto - il Novecento”, edito nel 2008 sempre per Mondadori Electa.
Nel giugno 1996 all'interno dell'istituto M.A.S.(Maison d'accueil spécialisée) “La solidarité” a Iteuil, in Francia l'artista si interroga e riflette sull'esistenza dell'essere umano in condizioni di grave disabilità. Da questo confronto nascono 60 disegni di volti che rappresentano l'intima introspezione dell'autore davanti alla dignità umana anche in condizioni di handicap. Nel novembre 2007 dona alla direzione dell'istituto i 60 disegni realizzati presso la struttura stessa.
A partire dal 1985 e per oltre vent'anni, “Cultura e Natura” rivista di scienza, cultura e formazione del C.E.U., centro studi per l'evoluzione umana con sede a Roma, ha pubblicato scritti e opere di Toni Zarpellon, seguendo da vicino l'evoluzione delle sue ricerche visive. Grande attenzione è stata posta nell'analizzare i percorsi di ricerca di Toni Zarpellon soprattutto da parte del presidente del C.E.U. Michele Trimarchi, importante scienziato del cervello umano.
Per molti anni "Archivio" mensile da 36 anni di arte, cultura, antiquariato, collezionismo e informazione di Mantova, editore Arianna Sartori, sino al 2024, ha pubblicato scritti e opere di Toni Zarpellon, nonché testi di vari autori che hanno accompagnato le sue ricerche visive.
Sul suo lavoro sono state scritte varie tesi di laurea, e su di lui hanno scritto poeti, filosofi, critici e storici dell'arte.
Il suo studio si trova nelle colline di San Benedetto a Marsan di Marostica, in uno storico cascinale originale immerso nel silenzio e nel verde della natura.
Il Presidente della Repubblica, Sergio Mattarella, Capo dell'Ordine al merito della Repubblica Italiana, in considerazione di particolari benemerenze, su proposta del Presidente del Consiglio dei Ministri, sentito il Consiglio dell'Ordine "Al merito della Repubblica Italiana", con decreto in data 27 dicembre 2023, in Roma, ha conferito l'Onorificenza di CAVALIERE al Sig. Antonio Zarpellon, con facoltà di fregiarsi delle relative insegne. Risulta regolarmente registrato nell'Albo dei Cavalieri al n. 24.532 Serie VI. L'attestato è stato consegnato durante la festa della Repubblica, domenica 2 giugno 2024, dal Prefetto di Vicenza Dott. Salvatore Caccamo e dal Sig. Luca Rebellato, Sindaco del Comune di Nove.

## Opere
Negli anni 60/70 compone Le Larve, opere pittoriche che gli valgono grande fama nel mondo dell'arte contemporanea.
Negli anni 80 crea i 100 Volti, pur continuando la sua personale ricerca filosofico-pittorica.
Durante gli anni 80 realizza "100 DISEGNI METROPOLITANI". Nel secolo scorso Toni Zarpellon ha viaggiato per l'Italia e l'Europa, raggiungendo Roma (1983), Venezia (1986), Norimberga, Monaco e Milano (1989). In questi luoghi ha realizzato una serie di opere pittoriche, su carta nel formato cm 24×32, utilizzando la tecnica della matita e delle matite colorate, per tracciare rapide annotazioni di luoghi, persone e cose. La sera del 9 novembre del 1989, cade il muro di Berlino ponendo fine ad un regime politico totalitario e repressivo. La caduta del "muro fisico" di Berlino, per uno strano sincronismo, coincide con la caduta del "muro mentale" del Maestro che nell'autunno del 1989 inizia l'attività nelle "Cave di Rubbio", dove linee e colori pieni di vita si integrano con la natura.
I "100 DISEGNI METROPOLITANI" - 1983-1989 - sono stati esposti, nel settembre 2014, a Bassano del Grappa (Vicenza), con la mostra allestita presso la sala espositiva Ufficio del Turismo I.A.T. di largo Corona d'Italia. Essi risultano catalogati e facenti parte di una collezione privata.
I disegni "100 GIORNI PER 100 AUTORITRATTI" - 1999-2000 - sono stati esposti nell'anno 2000, ad Albissola Marina (Savona) presso l'Associazione "Comunicarte" e nell'anno 2007 presso il Museo Giulio Bargellini" di Pieve di Cento (Bologna), al quale la collezione risulta donata.
I disegni "100 TESTE DI DONNA" - 2000-2007 - sono stati esposti in numerose mostre, a Venezia presso la Scuola dei Carmini, a Castelfranco (Treviso) presso la Galleria Art Media, a Rovigo presso lo Studio Arte Mosè, a Marostica (Vicenza) presso il Caffè Centrale e a Bassano del Grappa (Vicenza) presso la Chiesetta dell'Angelo. In occasione del sessantesimo anniversario di attività del Maestro Toni Zarpellon, le "100 TESTE DI DONNA" sono state donate dall'Artista al Comune di Nove, con l'impegno di conservare l'unitarietà dell'opera e di esporla come un'istallazione unica, capace di suscitare emozione e riflessione. Sono state presentate al pubblico durante la festa della donna, 8 marzo 2025, ed esposte in sala Giuseppe De Fabris, adiacente al Museo della Ceramica, rendendo omaggio al Maestro Toni Zarpellon per il suo durevole e straordinario percorso artistico e umano.
Nell'autunno del 1989 inizia gli interventi nelle Cave di Rubbio visitate finora da oltre 500.000 persone con migliaia e migliaia di dediche, riflessioni, complimenti e critiche raccolti in oltre 70 grossi album, nei 29 anni di apertura. Per tale lavoro, la comunità di Rubbio, nell'Aprile 1991 gli assegna un importante riconoscimento. Dal 2018 sono abbandonate, la natura se ne sta riappropriando ma quello della “Cava dipinta” e della “Cava abitata” rimane uno dei progetti artistici italiani più originali, apprezzati e ammirati degli ultimi anni. Per anni la “Cava dipinta” e la “Cava abitata” sono state teatro di visite, incontri e spettacoli anche per concerti, manifestazioni culturali, messe. Sono state sfruttate gratuitamente come spazi scenografici per vari scopi.
Dal 1989 ad oggi, dopo innumerevoli esperienze artistiche prosegue il lavoro di ricerca, immerso nel silenzio e negli spazi della Natura, usando questa stessa Natura per scalfire col suo "segno" la realtà che circonda l'Essere Umano. Durante la sua attività ha realizzato centinaia di quadri, disegni e sculture, che raccontano con varie forme e colori la sua storia. Di particolare interesse risulta anche la sua feconda “mandria” di mucche stilizzate create per circa quarant'anni.

## Premi
Nel giugno 2007, in occasione del XXXIX Premio Primavera, mostra nazionale di pittura e opere grafiche di Foggia, gli viene conferito fuori concorso, sezione pittura, il premio “club degli artisti”.
Nel febbraio-marzo 2007, presso la Sala Ospiti del “MAGI”, Museo d'Arte delle Generazioni Italiane del ‘900, a Pieve di Cento (BO), si è tenuta l'esposizione “Cento giorni per cento autoritratti 1999-2000 ". Nel mese di marzo l'autore stesso dona i cento autoritratti esposti al Museo suddetto.
L'ultima esposizione dal titolo “Cento teste di donna 2000-2007, disegni su carta” si è tenuta nel settembre 2008 nella galleria Art & Media a Castelfranco Veneto (TV). Cinquanta di queste sono state esposte nel marzo dello stesso anno a Rovigo nello “Studio Arte Mosè”.
Nel 2008 è invitato alla rassegna “Arte al bivio - Venezia negli anni sessanta” a cura di Nico Stringa, tenutasi presso l'Università Cà Foscari di Venezia.

## Toni Zarpellon nei musei
Le opere di Toni Zarpellon si trovano in collezioni private in Italia e all'estero e nelle seguenti collezioni pubbliche:

### Veneto
- Biblioteca Civica di Marostica (VI)
- Museo d'Arte Moderna di Ca' Pesaro, Venezia
- Museo Civico, Padova
- Museo Civico, Vicenza
- Musei Civici di Bassano del Grappa (VI)
- Museo per la Ceramica G. De Fabris, Nove (VI)
- Comune di Nove, Nove (VI)
- Ecomuseo della paglia nella tradizione contadina, Crosara di Marostica (VI)
- Biblioteca Civica Nove (VI)
- Comune di Piombino Dese (PD)
- Parco del Sojo - Arte e Natura, Covolo di Lusiana (VI)

### Lombardia
- Museo d'Arte Moderna, Milano
- Museo delle Arti di Palazzo Bandera, e Archivio Storico di Consultazione dell'Arte Moderna e Contemporanea, Busto Arsizio
- Museo Civico di Bozzolo, (MN)

### Piemonte
- Galleria Civica d'Arte Moderna, Torino
- Museo della Carale, Ivrea

### Friuli Venezia Giulia
- Quadreria Museo Civico C.R.A.S., Spilimbergo, PN

### Marche
- Museo dell'Informazione, Comune di Senigallia

### Calabria
- Museo civico d'arte contemporanea, Locri (R.C.)

### Campania
- Pinacoteca comunale d'arte contemporanea di Sant'Arpino (CE)

### Liguria
- Museo Giuseppe Mazzotti - 1903, Albissola Marina (Savona)
- Fondazione Museo d'arte contemporanea Milena Milani in memoria di Carlo Cardazzo, Palazzo Gavotti, (Savona)
- Galleria d'arte moderna di Genova

### Lazio
- Pinacoteca A.N.P.E.S., Sutri (VT)
- Palazzo del Quirinale, collezione del presidente della Repubblica Giorgio Napolitano (Roma)

### Emilia Romagna
- Museo d'Arte delle generazioni Italiane del ‘900 - “G. Bargellini” Pieve di Cento (BO)
- Museo Internazionale delle Ceramiche in Faenza

### Germania
- Comune città di Forcheim

### Francia
- Comune di Iteuil, Francia

### Romania
- Museo dell'arte, Bucarest
- Museo dell'arte, Arad

### Polonia
- Museo nazionale di Majdanek, Comune di Lublin

### Emirati Arabi
- Sharjah art museum, Sharjah

### Egitto
- Collezione pubblica di Damanhour

## Opere
- Toni Zarpellon, Dall'alienazione allo spazio mentale, univ. studi di Padova, 1978
- Toni Zarpellon, univ studi di Pavia, 1983
- Toni Zarpellon Mio padre, Provincia di Vicenza, 1984
- Toni Zarpellon, Palazzo Ducale Pesaro, 1987
- Toni Zarpellon, Circolo Piave Mestre Venezia, 1989
- Toni Zarpellon, Marginalia fogli d'album, Flaminio, 1983
- Toni Zarpellon, 100 disegni metropolitani anni '80, 1983-1989
- Toni Zarpellon, visto con le parole 1960-2000, 2001
- Toni Zarpellon, realismo mentale, Bassano del Grappa, 1997
- Toni Zarpellon, oggetti plastici, Cassola (VI) , 1996
- Toni Zarpellon, la mia formazione artistica 1960/1964, Cassola (VI), 1998
- Toni Zarpellon, memoria del futuro, 1998/1999, Cassola (VI), 1999
- Toni Zarpellon, miscellanea, Cassola (VI), 1997
- Toni Zarpellon, la cava dipinta, Vicenza, 1991
- Toni Zarpellon, la cava abitata, Vicenza, 1992
- Toni Zarpellon, la cava..., Cassola (VI), 1993
- Toni Zarpellon, la cava dell'immaginazione, Cassola (VI), 1994
- Toni Zarpellon, laboratorio ceramico fratelli Zarpellon, Cassola (VI), 1995
- Toni Zarpellon, 2000/2001
- Toni Zarpellon, 2002/2003
- Toni Zarpellon, 2004/2005
- Toni Zarpellon, 2006/2008
- Toni Zarpellon, 2009/2011
- Toni Zarpellon, 100 giorni per 100 autoritratti 1999/2000
- Toni Zarpellon, 100 teste di donna 2000/2007
- Vincenzo Baratella, noumeno per Zarpellon, 2014

## Recensioni
- Rosario Pinto: http://tonizarpellon.com/category/rosario-pinto/
- Vincenzo Baratella: http://tonizarpellon.com/category/vincenzo-baratella/